# WASP-36
WASP-36 är en ensam stjärna belägen i den mellersta delen av stjärnbilden Vattenormen. Den har en skenbar magnitud av ca 12,7 och kräver ett kraftfullt teleskop för att kunna observeras. Baserat på parallax enligt Gaia Data Release 3 på ca 2,65 mas beräknas den befinna sig på ett avstånd av ca 1 270 ljusår (ca  391 parsec)från solen. Den rör sig närmare solen med en heliocentrisk radialhastighet av ca -13,2 km/s.

## Egenskaper
WASP-36 är en solliknande gul till vit stjärna i huvudserien av  spektralklass G2 V Den har en massa av ca 1,0 solmassa, en radie av ca 0,97 solradie och utsänder energi från dess fotosfär motsvarande ca  1,2 gånger solen vid en effektiv temperatur av ca 6 200 K. Stjärnan har en obekräftad följeslagare med skenbar magnitud 14,03.

## Planetsystem
Under 2010 fann SuperWASP-undersökningen med hjälp av transitmetoden exoplaneten WASP-36b av typen het Jupiter. Dess temperatur uppmättes till 1 705 ± 44 K. Det planetära transmissionsspektrum som togs 2016 har visat sig vara onormalt, då planeten verkar vara omgiven av en blåtonad gloria som är för bred för att vara en atmosfär och kan utgöra ett mätfel.
Planetens dagtemperatur uppmättes 2020 till 1 440 +150−160 K.
| Planet | Massa            | Halv storaxel (AE) | Siderisk omloppstid (d) | Excentricitet         | Inklination   | Radie            |
| ------ | ---------------- | ------------------ | ----------------------- | --------------------- | ------------- | ---------------- |
| b      | 2,295 ± 0,058 MJ | 0,02643 ± 0,00026  | 1,5373639 ± 0,0000014   | 0,0087 +0,0097−0,0061 | 83,42 ± 0,11° | 1,270 ± 0,018 RJ |